# 雜斑觸角䲁
雜斑觸角䲁（學名：Antennablennius variopunctatus），為輻鰭魚綱鳚形目䲁科觸角䲁屬的一種，分布於西印度洋肯亞至莫三比克、波斯灣、阿曼灣至巴基斯坦海域，深度0至7公尺，本魚體延長，呈長橢圓形，側扁，頭部有觸鬚，頭部密佈橘色圓斑，體側具有數條深色橫帶，體背部密佈白點，背鰭硬棘12-13枚、背鰭軟條19-21枚、臀鰭硬棘2枚、臀鰭軟條20-23枚，體長可達7.5公分，棲息在淺水區和沿海水域，通常躲在洞穴，以藻類為食，雌魚產附著性卵，雄魚有護卵行為。